# Fondo de Inversion Social (FIS) en Chile
El Fondo de Inversión Social o FIS | Ameris es el primer fondo de inversión privado (FIP) en Chile cuyo objetivo es invertir en empresas e instituciones sociales con necesidad de financiamiento para crecer y alcanzar autosustentabilidad. Este fondo ofrece en Chile una solución para “inversionistas sociales” que buscan una inversión que tenga, además de una rentabilidad económica, un alto impacto social. 
El FIS, que a la fecha de febrero de 2018 está en el amparo de Ameris Capital, ha levantado dos fondos de inversión de impacto. El primero, en 2010 por un monto de USD $4.5 MM, ya fue invertido en 7 instituciones o proyectos. El segundo, FIS 2.0, por un monto de USD $7.5 MM, se encuentra activo desde agosto de 2017 y ya ha realizado dos inversiones de etapa temprana.

## Historia
El Fondo de Inversión Social (FIS | Ameris) es un Fondo de Inversión de carácter privado con un objetivo de inversión en instituciones y empresas sociales, las cuales requieren recursos para poder seguir desarrollando su modelo y sean capaces de poder conseguir su auto sustentabilidad operativa. Este fue desarrollado y administrado en sus inicios (2010) por  Claro y Asociados, empresa con trayectoria en Chile asesorando a compañías en Finanzas Corporativas, Consultoría Estratégica. En 2014, Claro y Asociados pasa a llamarse Ameris Capital.
El modelo de funcionamiento del FIS busca ser un puente entre inversionistas y estas organizaciones con un objetivo de solucionar problemáticas sociales, principalmente aquellos sectores más vulnerables de la base de la pirámide, y que no han sido atendidos por las instituciones públicas y privadas tradicionales. 
Su historia comienza con el primer levantamiento de capital. Durante diez meses, entre noviembre de 2009 y agosto del 2010, se desarrolló el proceso llamado roadshow , en donde se identificó y trabajó con los potenciales inversionistas, entre ellos: inversionistas privados (empresas y familias de alto patrimonio), fundaciones y agencias de desarrollo.
Posterior al levantamiento de capital, en octubre de 2010 se realiza el lanzamiento del primer Fondo de Inversión Social en Chile, con 21 aportantes, USD $4.5 y una duración de 10 años. En 2011, el FIS realiza su primera inversión en Lumni, con quiénes se crea el Fondo Ilumina, destinado a financiar la educación técnico profesional de 196 alumnos con bajo acceso a financiamiento. El mismo año, se invierte en el segundo proyecto, la ATE Promoeduc, perteneciente en ese entonces a la Fundación Fé y Alegría Chile. La segunda inversión buscaba potenciar el desarrollo y cobertura de los servicios de Promoeduc, una empresa que brinda Asistencia Técnica Educativa Externa, para mejorar la calidad de educación en colegios con alumnos vulnerables del sistema. 
Los años siguientes se continúa con el proceso de inversión, evaluando decenas de proyectos cada año, en un largo proceso de estudio y evaluación de cada caso. En 2013 se invierte en la fundación La Protectora de la Infancia, para la ampliación de infraestructura del colegio Luis García de la Huerta, permitiendo acceder a Jornada Escolar Completa (JEC). Luego, también en 2013, se invierte en TECHO, para la compra de terrenos en áreas estratégicas con objetivo de construcción de viviendas sociales. El mismo 2013, se realiza el primer cierre del portafolio: en menos de dos años, Promoeduc logra su sostenibilidad económica por lo que prepaga al FIS y culmina el proceso de crecimiento.  
El quinto proyecto del portafolio, fue el CEIA Quimahue, con quienes se invierte, en 2014, en un nuevo edificio que permite duplicar la matrícula del establecimiento que ofrece oportunidades de estudios a alumnos (adultos) excluidos del sistema educativo. 
En el año 2015 se invierte en el desarrollo del área de bidones de la empresa B Late!, quienes donan el 100% de sus utilidades a fundaciones. Finalmente, en 2016, se realiza la última inversión del primer fondo en la empresa recicladora y comercializadora de e-waste, Chilerecicla.  

Durante todo el período activo del fondo, hasta la actualidad, las actividades han incluido el apoyo en la gestión de los distintos proyectos de la cartera, correspondiente a la tercera etapa de la implementación del fondo. Los resultados sociales alcanzados por los proyectos se resumen en la siguiente cita: 
"Entre los años 2010 y 2016, el FIS invirtió en siete proyectos de impacto social y ambiental, materializando inversión por US$4,5 millones y generando un impacto a la fecha de: 10.448 personas de la Base de la Pirámide beneficiadas, 998 toneladas de residuos eléctricos procesadas y 6 millones de pesos donados a ONGs (Diciembre 2017).
En junio de 2017 se realizó el lanzamiento del FIS 2.0, que cuenta con US$7,5 millones con el fin de continuar impulsando la inversión de impacto en nuestro país."
Tal como se menciona en la fuente oficial del FIS | Ameris, a mediados de 2017 se realiza el lanzamiento del segundo fondo de inversión. El "FIS 2.0" se encuentra activo y actualmente en las etapas de búsqueda y selección de proyectos, además de unas primeras inversiones tempranas.

## Funcionamiento
El Fondo de Inversión Social es administrado por Ameris Capital. Se supervisa a los proyectos que participan del Fondo de manera que cumplan con los criterios de retorno económico y social. Su estructura contempla la participación de distintos agentes, entre ellos: 
- Aportantes
- Comité de Inversiones
- Comité de Vigilancia
- Equipos FIS

## Objetivo y herramientas de inversión
La Misión del FIS es “poder buscar y seleccionar empresas e instituciones sociales con alto impacto social y que tengan necesidad de financiamiento para crecer y alcanzar sustentabilidad operativa y lograr generar retornos financieros”. Como objetivo adicional el FIS busca poder hacer un seguimiento a las inversiones con el objetivo adicional de apoyar la gestión de las instituciones y compartir las mejores prácticas de las mismas en la sociedad.

### Herramientas de inversión
Hasta febrero de 2018, las inversiones realizadas contemplan principalmente la emisión de deuda para la institución o empresa que recibe los recursos financieros. Además, se participa de las instituciones sociales mediante equity. 

## Criterios y proceso de inversión[5]
Los criterios de inversión del FIS contemplan requerimientos solicitados a las instituciones que postulen, las cuales pueden ser desde una Organización sin ánimo de lucro hasta sociedades con fines de lucro. 

### Criterios Generales
- Equipo de excelencia 100% dedicado.
- Sociedad válidamente constituida en Chile.

### Criterios Financieros
- Se requiere que la institución o empresa tenga el tamaño para poder recibir una inversión de crecimiento por un monto de 0,5 MM USD.
- Dos años de ventas.
- Modelo de negocios (potencialmente) rentable.
- Que la institución o empresa posea estados financieros auditados.

### Criterios Sociales
- Resolver un problema de la Base de la pirámide.
- Teoría de Cambio e Indicadores Sociales.

El FIS establece a través de 3 etapas la implementación de este fondo. 
1. Identificar y seleccionar a empresas o instituciones sociales que cumplan con los criterios anteriormente descritos.
2. Definir, diseñar y negociar las condiciones de la inversión, y establecer indicadores y metas socioambientales. los mecanismos de inversión. Revisión y aprobación del Comité de Inversiones.
3. Una vez asignados los fondos, se procede al proceso de apoyo en la gestión.

## Medición de impacto social
El FIS mide su impacto social a través del sistema de GIIRS (Global Impact Investing Rating System) de forma de poder contar con un sistema transparente para el mercado y los inversionistas. Por otro lado el FIS monitorea la evolución del impacto social de sus inversiones a través de los resultados sociales que estos generan.
En las últimas dos ediciones, 2016 y 2017, el FIS fue reconocido como uno de los "Best for the World Funds" por B the Change.

## Portafolio de proyectos
En su primera versión, el FIS actualmente cuenta con 6 proyectos de inversión activos y uno cerrado. Los proyectos son:
1. Lumni: En 2011, con la inversión del FIS, Lumni forma un nuevo fondo llamado Ilumina, el cual busca financiar a un grupo aproximado de 196 estudiantes en Centros de Formación Técnica con problemas de financiamiento. Para más información ingresar a www.lumni.net
2. ATE Promoeduc: En 2011, se invierte en capital de trabajo en de busca reforzar la calidad y alcance de la cobertura de sus servicios de asesoría técnica estudiantil externa, cuyo objetivo es mejorar la educación en colegios con alumnos vulnerables. Para más información www.promoeduc.cl. Este proyecto ya terminó su periodo de inversión.
3. La Protectora: En 2013, se invirtió en la construcción y remodelación de infraestructura del colegio Luis García de la Huerta para permitir jornada escolar completa. Para más información www.laprotectora.cl
4. Techo: En 2013, se contribuyó al financiamiento en la compra de terrenos como inversión inmobiliaria para la posterior construcción de viviendas sociales. Para más información www.techo.org
5. CEIA Quimahue: En 2014, con la inversión del FIS, se pudo construir un nuevo edificio educacional permitiendo duplicar la matrícula de alumnos que habían sido excluidos del sistema educativo. Para más información www.ceiaquimahue.cl
6. Late!: En 2015, se invierte en el área de bidones de la empresa B Late!, quienes donan el 100% de sus utilidades a fundaciones y ONG. Para más información www.late.cl
7. Chilerecicla: En 2016 se realiza la última inversión del primer fondo, en la automatización de la planta de reciclaje de Chilerecicla, para mejorar sus operaciones y permitir un mayor volumen de reciclaje de e-waste. Para más información www.chilerecicla.com

En su segunda versión, el FIS 2.0, ha invertido hasta ahora en dos proyectos de etapa temprana:
1. AllRide: En 2018, se invierte en el aceleramiento y crecimiento de AllRide, aplicación de carpooling de coordinación entre personas que realizan viajes similares. Para más información www.allrideapp.com
2. Kirón: En 2018, se invierte en aceleramiento y crecimiento de Kirón, empresa que crea y vende dispositivos médicos para personas con discapacidad física. Para más información www.kiron.cl